# منلائوس (شاه اسپارت)
منلائوس (به یونانی: Μενέλαος, Menelaos) در اساطیر یونان و بنابر ایلیاد اثر حماسی شاعر یونانی هومر، پادشاه میسنی و اسپارت بود. او فرزند آترئوس و آئروپه پادشاه و ملکه موکنای، برادر آگاممنون و همسر هلن تروا بود. همسر زیباروی او هلن با توطئه‌ی افرودیت ایزدبانوی عشق در یونان باستان به چنگ پاریس، شاهزاده تروا درآمده و به همین جهت منلائوس با همکاری برادرش آگاممنون و دیگر یونانیان با سپاهی بزرگ به جنگ تروا رفتند که بر اثر آن پهلوانان سرشناس هر دو قوم کشته و تروا نابود شد. بنابر ایلیاد، او بخاطر موهای طلایی اش به منلائوس زرین موی شهرت داشت.